# Lipit-Isztar

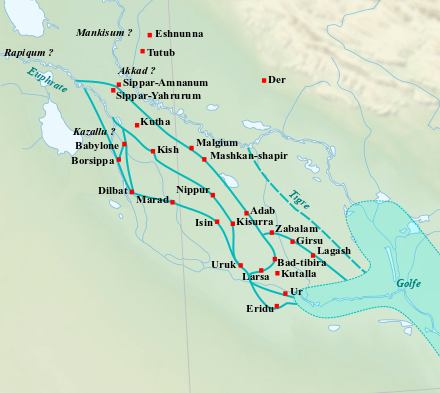
Mapa południowej Mezopotamii w okresie starobabilońskim (ok. 2000-1595 p.n.e.)

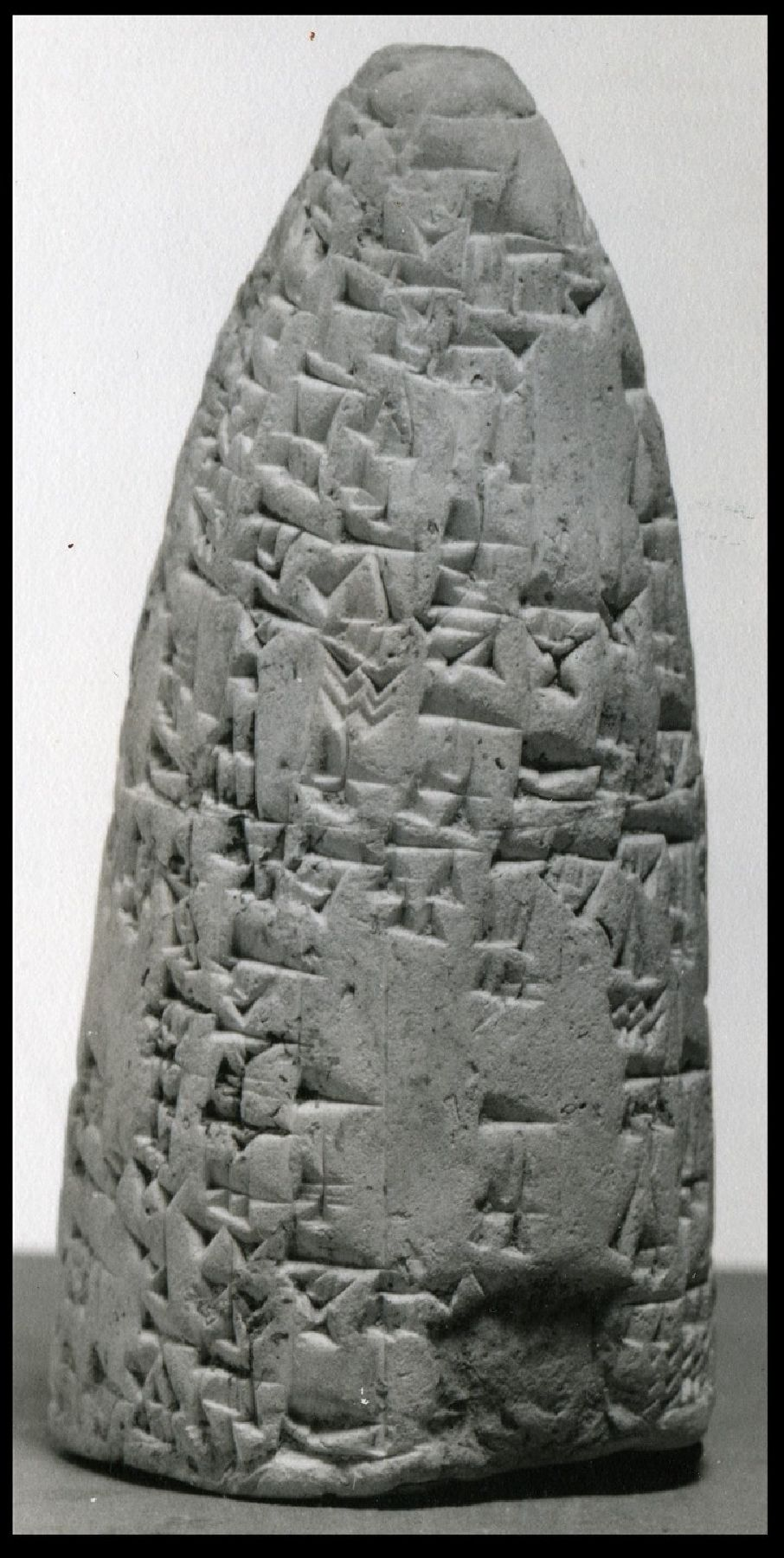
Gliniany stożek z inskrypcją wymieniającą imię Lipit-Isztara; zbiory Walters Art Museum, Baltimore (USA)

Lipit-Isztar lub Lipit-Esztar – piąty król z I dynastii z Isin, syn i następca Iszme-Dagana. Według Sumeryjskiej listy królów (kopie L1+N1, P2 i P5) oraz Listy królów Ur i Isin panować miał przez 11 lat. Jego rządy datowane są na lata ok. 1934–1924 p.n.e. (chronologia średnia).

## Imię
Imię króla, znaczące „Ten, którego stworzyła bogini Isztar”, odczytywać można zarówno Lipit-Ištar (w języku akadyjskim), jak i Lipit-Eštar (w języku amoryckim), jako że władca ten pochodził z dynastii amoryckiej. W Kodeksie Lipit-Isztara, jego „nazwach rocznych”, a także innych tekstach (np. kopiach WB 444 i P5 Sumeryjskiej listy królów) imię Lipit-Isztara poprzedzone jest determinatywem dingir (w transliteracji dLi-pí-it-Eš4/Iš4-tár), który stawiano tylko przed imionami bogów, co świadczy o panującej za jego panowania idei „boskości” władcy. Z tego też względu w niektórych tłumaczeniach występuje on jako „boski Lipit-Isztar”.

## Panowanie
Niewiele wiadomo o politycznych wydarzeniach za czasów jego panowania. Prowadził prace budowlane w Ur („nazwa roczna” 'b'), głównie przy Gipar, świątyni boga Ningublagi, gdzie jako najwyższą kapłankę osadził swą córkę Enninsunzi („nazwa roczna” 'g'). Dbał o sprawiedliwość w swym królestwie, wydając edykty umarzające długi i uwalniające ludność od pracy przymusowej („nazwa roczna” 'e'). Najlepiej znany jest jednak ze swych reform, zawartych w tzw. Kodeksie Lipit-Isztara, które m.in. regulowały udział pewnych grup ludności w pracach publicznych i ograniczały niewolnictwo za długi. Pod koniec swego panowania Lipit-Isztar popadł w konflikt z Gungunumem (1932-1906 p.n.e.), królem Larsy, który podbił należące do Isin miasto Ur. W niejasnych okolicznościach po śmierci Lipit-Isztara władzę w państwie przejął uzurpator Ur-Ninurta.

## Kodeks Lipit-Isztara
Kodeks Lipit-Isztar to kolejny zbiór praw na Starożytnej Mezopotamii, który przetrwał do dziś. Jego nazwa wywodzi się od panującego króla Lipit-Isztara, który panował przez 11 lat. Kodeks spisany został na początku II tysiąclecia p.n.e., w języku sumeryjskim. Został on odnaleziony w Iraku w latach 1899–1900, obecnie znajduje się w muzeum w Pensylwanii. Wstęp zbioru odwołuje się, podobnie jak Ur-Nammu, do bogów oraz władcy, wymieniając także tytuły króla: „Dzielny gospodarz z Ur… Godny Pan Uruku…. Król Isin… …Summeru i Akad”.
Część poświęcona prawu, zaczyna się od kwestii związanych z użyczaniem różnych rzeczy np. łodzi, sadu, a nawet gruntów rolnych – własność prywatna była więc mocno chroniona. W dalszej części poruszona zostaje kwestia niewolników, w tym miejscu występuje podział na obywateli posiadających wolność i jej nie mających. W drugim paragrafie jednak wskazano kilka innych grup, takich jak choćby syn urzędnika państwowego lub pałacowego. Można więc wywnioskować, że urzędnicy państwowi byli osobami uprzywilejowanymi. W dalszych częściach podejmowane są zagadnienia prawa spadkowego, posagu oraz najmu i użyczenia. Występuje tam także pojęcie „prawdziwej sprawiedliwości”, a król wskazuje w nim, że wypełnił zadanie wyznaczone mu przez boga Enlila (Pan Wiatru).Tekst Kodeksu Lipit-Isztara złożony został z siedmiu, fragmentarycznie zachowanych glinianych tabliczek, zawierających część prologu, 37 przepisów prawnych i epilogu.

### Przykłady praw[12]
§ 9. „Jeśli ktoś wszedł do czyjegoś sadu i został ujęty za kradzież, zapłaci dziesięć szekli srebra”

§ 10. „Jeśli ktoś ściął drzewo w ogrodzie kogoś innego, zapłaci połowę miny srebra”

§ 14. „Jeśli czyjś niewolnik dał wykup swojemu panu i zostało to udowodnione jego panu dwa razy, niewolnik ten otrzyma wolność”

§ 25. „Jeśli mężczyzna poślubił kobietę i urodziła mu ona dzieci, a te dzieci żyją, i niewolnica również urodziła dzieci dla swego pana, lecz ten ojciec dał wolność niewolnicy i jej dzieciom, to dzieci niewolnicy nie będą dzielić się majątkiem z dziećmi ich dawnego pana”

§ 27. „Jeśli żona mężczyzny nie urodziła mu dzieci, lecz nierządnica z publicznego placu urodziła mu dzieci, mężczyzna ten zapewni zboże, olej i ubrania dla tej nierządnicy. Dzieci, które urodziła mężczyźnie nierządnica, będą jego spadkobiercami i dopóki żyje jego żona, dopóty nierządnica nie będzie mieszkała w jednym domu z żoną mężczyzny”

§ 35. „Jeśli ktoś wynajął wołu i okaleczył jego oko, zapłaci połowę jego ceny”

§ 36. „Jeśli ktoś wynajął wołu i złamał jego róg, zapłaci jedną czwartą jego ceny”